# العتبة الانتخابية

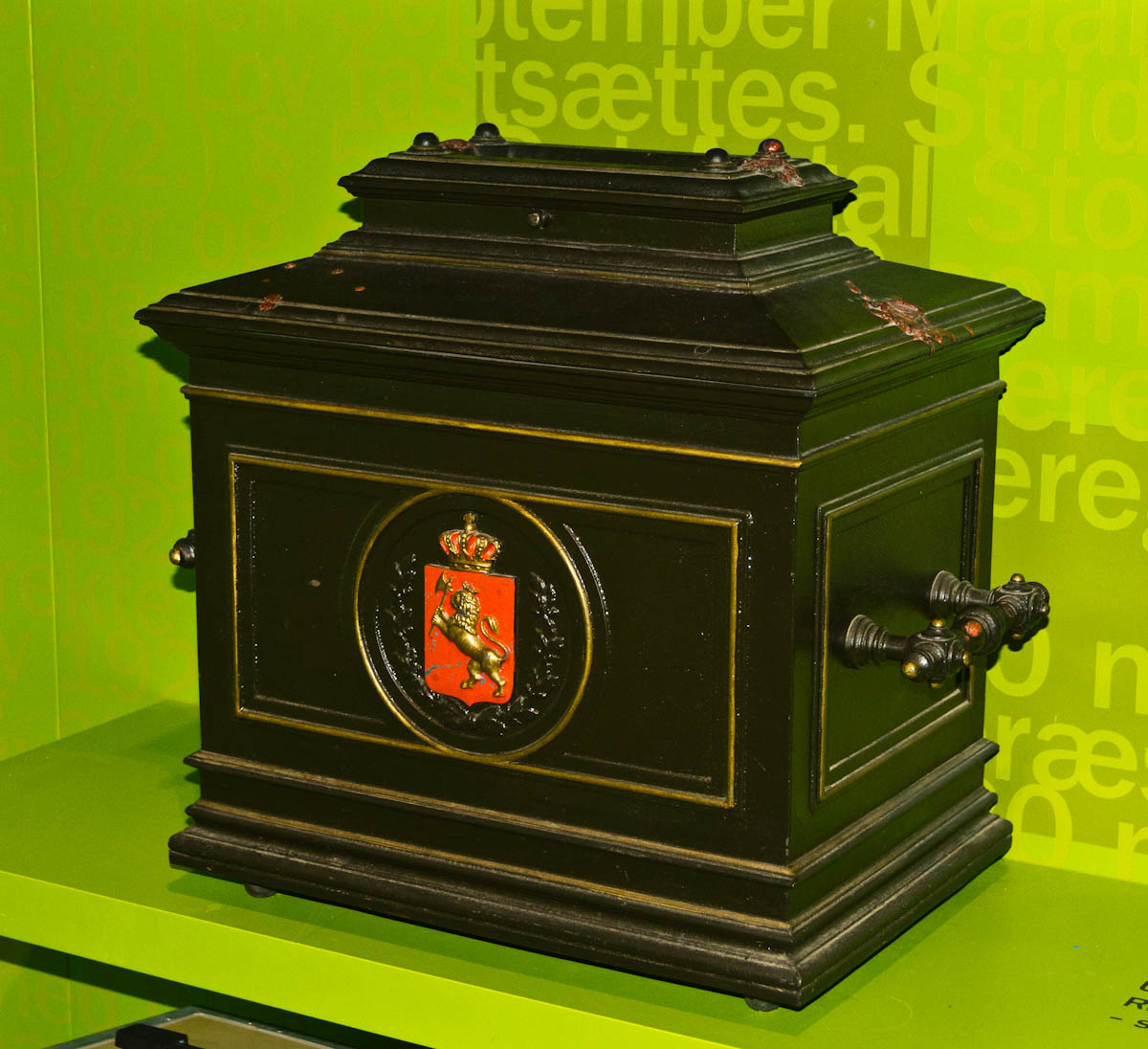

العتبة الانتخابية أو نسبة الحسم هي الحد الأدنى من الأصوات التي يشترط القانون الحصول عليها من قبل الحزب ليكون له حق المشاركة في الحصول على أحد المقاعد المتنافس عليها في الانتخابات. إذ أن الحزب الذي ينال أصواتا أقل من العتبة الانتخابية التي يحددها القانون، لا يدخل مرشحوه حلبة التنافس للفوز بالمقاعد، وتلغى الأصوات التي حصل عليها.

## تحديد نسبة الحسم
يتم تحديد نسبة الحسم الرسمية من خلال المواد الدستورية أو القانونية التي تحدد ماهية النظام الانتخابي, وقد تختلف النسبة بين دولة وأخرى, فهولندا مثلاً تحدد نسبة 0.67% من مجموع الأصوات على الحزب الحصول عليها ليحصل على التمثيل البرلماني, فيما تصل في تركيا إلى 10%, الأمر الذي يجعل مهمة الأحزاب الصغيرة مستحيلة.

### الحجج المؤيدة لنسبة حسم منخفضة
- تفتح المجال أمام أحزاب عديدة للمشاركة في التشكيلة البرلمانية, خصوصاً الأحزاب الصغيرة, مما يعكس التركيبة السكانية بصورة أدق .
- تعدد الأحزاب يحقق انخراط أوسع من قبل المجتمع في السياسة .
- نسبة حسم عالية جداً قد تؤدي لوضع فيه يلغى جزء كبير من أصوات المنتخبين والتي ذهبت لأحزاب لم تعبر نسبة الحسم, وبالتالي لن تعكس التركيبة البرلمانية توجهات المنتخبين بصورة دقيقة .

### الحجج المؤيدة لنسبة حسم مرتفعة
- تعطي استقرار لنظام الحكم , حيث أن وجود عدد أحزاب كبير يصعب من مهمة تشكيل الإئتلاف, كما ويهدد استقرار الحكومة.
- نسبة حسم منخفضة تشجع الإنقسامات في الأحزاب, بحيث يمكن للعضو أن ينشق ويؤسس حزب جديد .
- نسبة حسم عالية تصعب المهمة أمام الأحزاب المتطرفة , التي عادة ما تنشأ كأحزاب صغيرة .